# 崔暹 (北斉)
崔 暹（さい せん、? - 559年）は、中国の北魏末から北斉にかけての官僚・政治家。字は季倫。本貫は博陵郡安平県。

## 経歴
州主簿の崔穆の子として生まれた。若くして書生となり、渤海郡に避難して、高乾に従った。崔暹の妹が高乾の弟の高慎にとついだ。太昌元年（532年）、高慎が光州刺史となると、崔暹はその下で長史をつとめた。永熙2年（533年）、趙郡公高琛が定州刺史となると、崔暹はその下で開府諮議となった。高琛に従って晋陽に赴き、高歓に面会すると、丞相長史を兼ねた。永熙3年（534年）、高歓が斛斯椿らを討つべく兵を率いて洛陽に入ると、崔暹は晋陽の留守を任された高琛を補佐した。後に左丞・吏部郎に転じ、「麟趾格」制定の議論を主導した。
武定初年、崔暹は御史中尉となり、畢義雲・盧潜・宋欽道・李愔・崔瞻・杜蕤・嵆曄・酈伯偉・崔子武・李広らを御史に登用した。崔暹は前後して司馬子如や元羨・慕容献・咸陽王元坦・可朱渾元らに弾劾された。いずれも崔暹の免官を求め、死罪を要求する者も多かった。高歓は長年の親交を引き合いに出して崔暹をかばった。高歓が鄴都におもむくと、群官が迎えたが、高歓はとくに崔暹の手を握って慰労した。孝静帝が華林園で酒宴を開き、公平な人物を挙げるよう高歓に求めると、高歓は崔暹の名を挙げた。
武定5年（547年）、高歓が死去すると、崔暹は高澄により度支尚書に任用され、僕射を兼ねて、高澄の腹心として信任された。高澄は死刑を濫用する癖があったが、崔暹が諫めたため取りやめられた例も少なくなかった。東魏と南朝梁が通交するようになると、梁の武帝は崔暹が仏教経典を求めていることを聞いて、崔暹の館に届けさせた。崔暹は明蔵の『仏性論』に自分の名を署名して、江南に送らせた。
武定7年（549年）、高澄が死去し、高洋が後を嗣ぐと、司馬子如らが崔暹を再び糾弾した。また高隆之が寛容な政治を主張して、過酷な法官の代表とみなした崔暹の降格を求めたため、高洋はこれを聞き入れた。天保元年（550年）に北斉が建国されると、崔暹を告発する声がますます高まったため、文宣帝（高洋）は都督の陳山提らを派遣して崔暹の家を捜索させたが、その邸は質素なもので、高歓や高澄からの手紙1000枚あまりが押収されたのみであった。崔暹は馬城に流され、昼は土を背負って労役に服し、夜は地下牢に身を置かれた。1年あまりして、崔暹の反乱計画を告発する者が現れたため、鎖に繋がれて晋陽に連行されたが、無実が判明して釈放された。
まもなく太常卿として再び起用された。天保8年（557年）、尚書右僕射となった。天保10年（559年）、病没した。開府儀同三司・尚書左僕射・定州刺史の位を追贈された。諡は貞節といった。
子に崔達拏があり、学識のある温良な人物で、高澄の娘の楽安公主を妻に迎えた。若くして官職を歴任して司農卿となった。北周に入って、尉遅迥の反乱に参加して総管司馬となり、反乱が鎮圧されると処刑された。

## 伝記資料
- 『北斉書』巻30 列伝第22
- 『北史』巻32 列伝第20